# François Marc Godissart
François Marc Godissart, né le 25 avril 1825 à Fort-Royal (Martinique) et mort le 26 juin 1882 à Paris (Seine), est un homme politique français.

## Biographie
Propriétaire à la Martinique, il est notaire. Maire de Fort-de-France de 1866 à 1867 de 1871 à 1873 de 1875 à 1877. Il est également président du conseil général et député de la Martinique de 1874 à 1881, siégeant avec la Gauche républicaine. Il est l'un des 363 qui refusent la confiance au gouvernement Albert de Broglie, le 16 mai 1877.

## Source
- « Dictionnaire des parlementaires français de 1789 à 1889 », A.Robert, G.Cougny